# Nectriella bloxamii
Nectriella bloxamii är en svampart som först beskrevs av Berk. & Broome, och fick sitt nu gällande namn av Karl Wilhelm Gottlieb Leopold Fuckel 1875. Nectriella bloxamii ingår i släktet Nectriella och familjen Bionectriaceae.  Arten är reproducerande i Sverige. Inga underarter finns listade i Catalogue of Life.